# Piani di Praglia

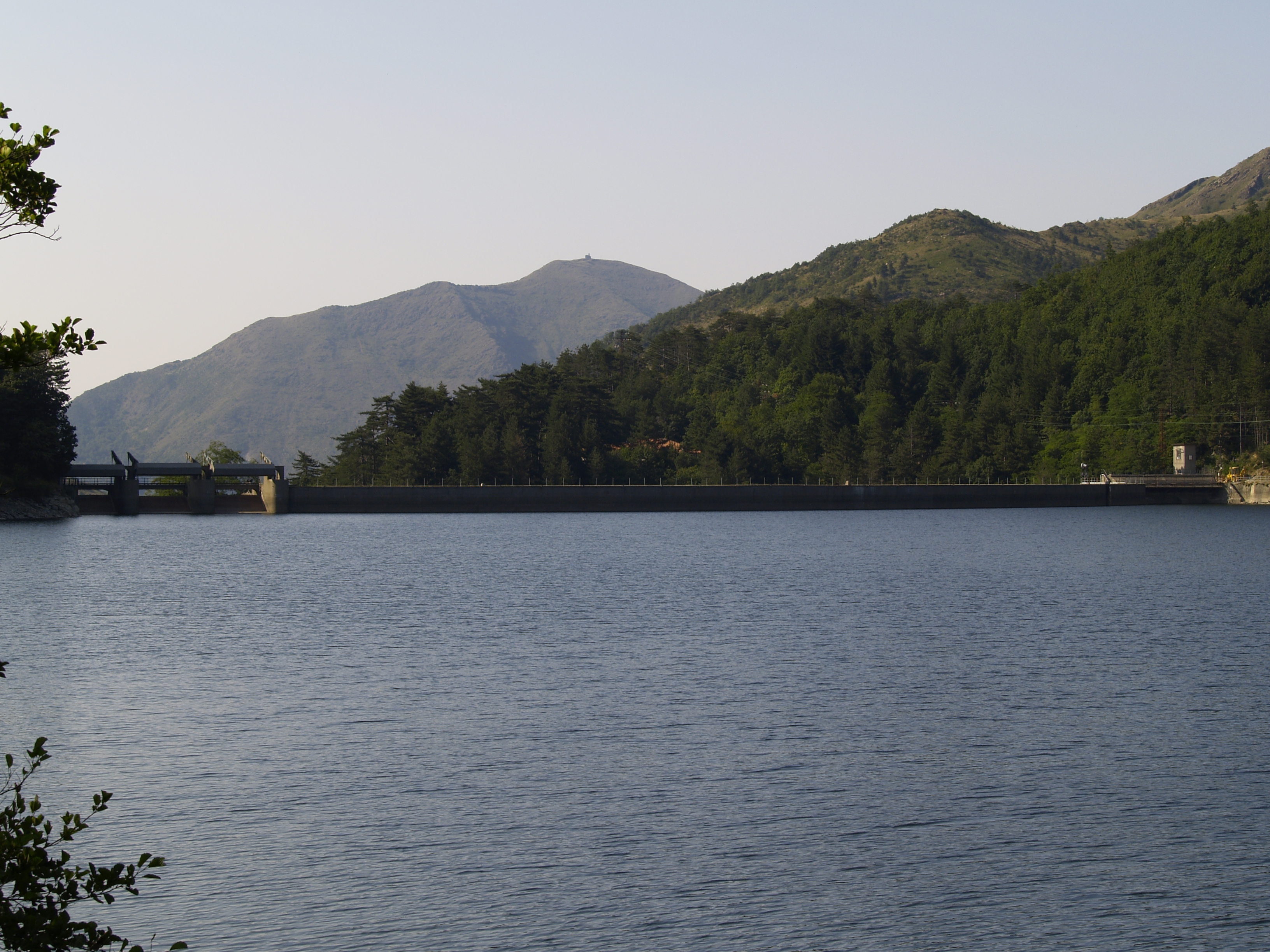
Die Laghi di Gorzente

Die Piani di Praglia (zu deutsch: Pragliaebenen) bilden eine Hochebene in der italienischen Region Ligurien. Sie liegen auf einer Höhe zwischen 780 und 900 Metern über dem Meeresniveau, in der Nähe der Wasserscheide Ligurien–Po-Ebene und gehören zur Metropolitanstadt Genua.
Aus geographischer Sicht bildet die Hochebene die Stirnseite des Valle Stura, während die Bodenerhebungen, die den Talkessel der Piani di Praglia umgeben, das Flusstal der Stura von dem der Polcevera und Gorzente trennen.
Die nahegelegene Colla di Praglia (879 Meter) ist ein Passübergang des Ligurischen Apennins und dient zudem als Etappenziel des Höhenwegs der ligurischen Berge. Beliebte Wanderziele sind außerdem die Laghi del Gorzente, der Monte delle Figne, der Monte Penello und der Punta Martin.

## Verkehr
Die Piani di Praglia sind über die Provinzstraße SP4 von Pontedecimo und Ceranesi zu erreichen. Die SP69 führt von Campo Ligure ebenfalls auf die Hochebene. Weitere Zufahrtsstraßen sind die SSP165 und 167, die Basso Piemonte mit den Capanne di Marcarolo verbinden. Letztere können jedoch während der Wintermonate im Teilabschnitt Colla degli Eremiti-Sacrario della Benedicta gesperrt sein.